# Saltaq
Saltaq är en ort i Azerbajdzjan.   Den ligger i distriktet Nachitjevan, i den sydvästra delen av landet, 400 km väster om huvudstaden Baku. Saltaq ligger 1 143 meter över havet och antalet invånare är 1 528.
Terrängen runt Saltaq är huvudsakligen kuperad, men åt sydväst är den platt. Närmaste större samhälle är Tazakend, 19,4 km väster om Saltaq. 
Trakten runt Saltaq består i huvudsak av gräsmarker. Runt Saltaq är det ganska glesbefolkat, med 23 invånare per kvadratkilometer.